# Robert Giraud du Poyet
Pour les articles homonymes, voir Poyet.
Robert Giraud du Poyet, né le 25 avril 1665 sur l'île Saint-Christophe (première colonie française des îles d'Amérique, aujourd'hui Saint-Christophe-et-Niévès) et décédé le 13 juillet 1740, est une administrateur colonial français.

## Biographie
Petit-fils d’Antoine Giraud de la Charbonnière, né en 1596, juge, capitaine et 1er conseiller à Saint-Christophe.
Fils de Pierre Giraud, sieur du Poyet, seigneur de Poincy, capitaine d'infanterie et conseiller au Conseil Supérieur de l’île de Saint-Christophe, né en 1635, anobli en 1667 par lettres patentes de Louis XIV ,, et de son épouse Élisabeth Hubert (qui sera atteinte mortellement lors du siège de Saint Christophe par les Anglais en 1690). Sa tante Renée épouse Philippe de Longvilliers de Poincy et sa sœur Catherine celle de Charles François d'Angennes.
Le 6 novembre 1683 à Fort-Royal (Martinique), il épouse en premières noces Marie Madeleine Le Vassor de La Touche, fille de Samuel-François Le Vassor de La Touche  et de Marie Madeleine d'Orange. Ils auront 2 filles : Marie Catherine Giraud du Poyet, mariée avec Jean-Jacques Mithon de Senneville, et Marie Madeleine Giraud du Poyet, mariée avec Aimé Georges de Saint-Légier de La Saussaye (capitaine de vaisseau du Roi). 
Le 9 décembre 1706, toujours à Fort-Royal, il épouse en secondes noces Marie-Élisabeth de Cacqueray, fille de Louis Cacqueray de Valmenier, gouverneur de la Grenade, conseiller de Martinique et de Catherine de Saint-Ouen. Ils auront également 2 filles : Charlotte Françoise Giraud du Poyet, mariée à Fort-de-France avec Nicolas François Godart Descasseaux Bondy (major capesterre), et Marguerite Giraud du Poyet, mariée avec Jean-Baptiste Prévost du Quesnel.

### Carrière
Le 23 avril 1720, il est nommé Major à Marie-Galante en remplacement de Poulain de Guerville puis est promu lieutenant du roi et est muté commandant à la Grande Terre (Guadeloupe) le 8 mai. Le 21 octobre 1721, il remplace le gouverneur de Moyencourt, rappelé en France le 21 octobre 1727 sur des soupçons de contrebande.
En 1725, la lèpre fait son apparition en Guadeloupe et le gouverneur de Moyencourt demande la séquestration des lépreux ou l'expulsion. En 1728, Jean-André Peyssonnel est chargé d'établir un rapport sur l'état de cas de lèpre. Le gouverneur Giraud du Poyet crée l'établissement de la léproserie sur l'île de La Désirade. 
Il est à l'origine des premiers fondements de la ville de Pointe-à-Pitre. Dès 1728, il élève près du Morne Renfermé des entrepôts destinés au commerce, ébauche d'un plan plus vaste proposé en 1763 pour la création d'une ville.
En juillet 1734, il se retire lieutenant au Gouvernement Général des Isles ad honores pour cause de santé,.
 (septembre 2013).
- 1693, le 15 octobre : Enseigne à la Martinique
- 1696, le 1er novembre : Capitaine
- 1721, le 16 avril : Lieutenant du Roi à La Trinité
- 1722, le 1er décembre : Lieutenant du Roi à Fort Royal.
- 1723, Gouverneur de la Grenade.
- du 21 octobre 1727 au 27 juillet 1734 : Gouverneur de Guadeloupe
- Il donne également une vive impulsion à la culture du cacao et du café en Guadeloupe.